# Grancalcin
Grancalcin‏ (Grancalcin) هوَ بروتين يُشَفر بواسطة جين Grancalcin في الإنسان.